# Świerszczak ochocki
Świerszczak ochocki (Helopsaltes ochotensis) – gatunek małego, wędrownego ptaka z rodziny świerszczaków (Locustellidae).
Zasięg występowania
Gniazduje we wschodniej Rosji (wybrzeże Morza Ochockiego, Kamczatka, Sachalin, Wyspy Kurylskie) i północnej Japonii (Hokkaido). Zimuje na Filipinach i północnym Borneo. Uwzględniając przeloty jest spotykany na terytorium następujących państw: Brunei, Chiny, Filipiny, Indonezja, Japonia, Korea Południowa, Malezja, Rosja i Tajwan; zalatuje do Hongkongu i USA (Aleuty, Alaska).
Systematyka
Gatunek ten umieszczany jest przez niektórych autorów w rodzaju Locustella. Blisko spokrewniony z świerszczakiem melodyjnym (H. certhiola) i świerszczakiem Taczanowskiego (H. pleskei), bywał łączony w jeden gatunek z jednym z tych taksonów, a niekiedy z oboma. Nie wyróżnia się podgatunków; proponowany podgatunek subcerthiola (Kamczatka, północne Kuryle) uznany za nieodróżnialny od reszty populacji.
Morfologia
Długość ciała 13–15 cm; rozpiętość skrzydeł 24–25 cm; masa ciała 16–24 g.
Status
IUCN uznaje świerszczaka ochockiego za gatunek najmniejszej troski (LC, Least Concern) nieprzerwanie od 1988 (stan w 2020). Liczebność światowej populacji nie została oszacowana, ale ptak ten opisywany jest jako często pospolity, lokalnie bardzo liczny. Trend liczebności populacji uznawany jest za spadkowy.